# Lillsjön (Åre socken, Jämtland, 703236-132451)
Lillsjön är en sjö i Åre kommun i Jämtland och ingår i Indalsälvens huvudavrinningsområde. Sjön har en area på 0,624 kvadratkilometer och ligger 604,1 meter över havet.

## Delavrinningsområde
Lillsjön ingår i det delavrinningsområde (703417-132121) som SMHI kallar för Utloppet av Lillsjön. Medelhöjden är 717 meter över havet och ytan är 12,2 kvadratkilometer. Räknas de 10 avrinningsområdena uppströms in blir den ackumulerade arean 111,57 kvadratkilometer. Visjöån som avvattnar avrinningsområdet har biflödesordning 3, vilket innebär att vattnet flödar genom totalt 3 vattendrag innan det når havet efter 398 kilometer. Avrinningsområdet består mestadels av skog (47 procent) och kalfjäll (40 procent). Avrinningsområdet har 0,74 kvadratkilometer vattenytor vilket ger det en sjöprocent på 6,1 procent.